# 63 Geminorum
63 Geminorum är en gulvit stjärna i huvudserien i stjärnbilden Tvillingarna.
63 Geminorum har visuell magnitud +5,24 och är väl synlig för blotta ögat vid normal seeing. Den befinner sig på ett avstånd av ungefär 105 ljusår.